# Viktor Tchebrikov
Viktor Mikhailovitch Tchebrikov, em russo Ви́ктор Миха́йлович Че́бриков (Katerinoslav, 27 de Abril de 1923 – Moscou, 1 de Julho de 1999) foi um espião soviético e chefe do serviço secreto, o KGB, de 1982 a 1988.
Nascido em Katerinoslav, na Ucrânia, serviu no Exército Vermelho durante a Grande Guerra Patriótica, mas largou o exército ao final dos conflitos.

Em 1950, se forma na área da Engenharia, trabalhando em uma usina metalúrgica, e no mesmo ano, ingressa no Partido Comunista.

Alcança posições de destaque em 1967, quando é trazido a Moscou para dirigir a seção de propaganda do KGB, sendo responsável por campanhas anticorrupção, que prosseguiram mesmo até a sua retirada da direção.

Em 1982, com a saída de Andropov para a presidência do país, Tchebrikov ocupa seu lugar como Chefe do KGB.

Após quatro anos na direção do comitê, é indicado por Mikhail Gorbatchov como chefe absoluto da segurança interna, o que permitiu a Tchebrikov desmantelar as estruturas da rede de investigações da CIA na União Soviética.

Em 1989, torna-se deputado do povo.
Em 1992, o presidente russo Boris Ieltsin denunciou Tchebrikov por manter em absoluto sigilo as informações a respeito do acidente do Voo KAL 007, quando caças soviéticos derrubaram um avião civil coreano, em 1983, porém mais tarde, com a abertura de arquivos, nada demais foi comprovado, como disse o próprio Tchebrikov.
Morreu em julho de 1999, foi enterrado no cemitério Kuntsevskoe.